# ガス・ガス
ガス・ガス（GusGus）は、アイスランドのレイキャヴィーク出身の電子音楽バンド。当初は映画と俳優の集団だったが、グループは主に電子音楽で知られている。グループのディスコグラフィは11枚のスタジオ・アルバムで構成されている。

## 略歴
ガス・ガスは、1995年に映画と俳優の集団として結成された。バンド名は、ライナー・ヴェルナー・ファスビンダー監督による1974年のドイツ映画『不安と魂』（原題（ドイツ語）：Angst essen Seele auf、英：Ali: Fear Eats the Soul）に由来しており、そこでは女性キャラクターが恋人のために調理するクスクスのことを、「グスグス」と発音する。ガス・ガスの音楽は折衷的で、主にテクノ、トリップ・ホップ、ハウスに分類されるが、バンドは他のスタイルも実験してきた。彼らは、ビョーク、デペッシュ・モード、モロコ、シガー・ロスなどの人気アーティストの曲をリミックスしている。
バンドのメンバーはさまざまで、次のようなメンバーが含まれる。
- ダニエル・アグスト・ハラルドソン
- エミリアナ・トリーニ・ダヴィスドッティル
- マグナス・ヨンソン (別名ブレイク)
- ハフディス・ハルド・スラスタードッティル
- ウルズル・ハコナルドッティル (別名アース)
- ホグニ・エギルソン
- ビルギル・ソラリンソン (別名ビギ・ヴェイラまたはビゴ)
- マグナス・グズムンドソン (別名マギー・レゴ、ハーブ・レゴウィッツ、ハンク・オブ・ア・マン、バックマスター・デ・ラ・クルス、ザ・フォックス、ファックマスター、またはハー・レゴウィッツ)
- ステファン・スティーブンセン (別名プレジデント・ボンゴ、アルフレッド・モア、またはプレジデント・ペニス)
- シグルズル・キャルタンソン（別名シギ・キンスキー）
- ステファン・アルニ・ソルゲイルソン
- バルドゥル・ステファンソン (ファイナンシャル・アーツ・ディレクター、別名 DJ テクノ・ヨルゲンセン)
- ラグンヘイズル・アクセル
- ポール・ガルザルソン[2]

1997年、バンドはトロントで公演を行った。さらにアルバム『ディス・イズ・ノーマル』をサポートするツアーの一環として、二度目の訪問を行っている。
1998年、楽曲「Purple」のリミックスが、ポール・オークンフォールドのトランス・コンピレーション『Tranceport』に収録された。
グループの3枚目のアルバム『ディス・イズ・ノーマル』（1999年）の後、ガス・ガスの映画制作部門（キャルタンソンとアルニ・ソルゲイルソン）は分離し、広告やビデオを制作する制作会社セレブレーター（現在はアーニ&キンスキーとして知られる）を設立した。
2004年1月、彼らはイアン・ブラウンとともに楽曲「Desire」をリリースした。
2011年の時点で、バンドは世界中で700,000枚以上を売り上げた。
2015年の時点で、メンバーは4名 (プレジデント・ボンゴ、ビギ・ヴェイラ、ウルズル・ハコナルドッティル、ダニエル・アグスト・ハラルドソン) で構成されている。ハフディス・ハルド、ブレイク、ダニエル・アグストなどの元メンバー数名はソロ活動を行っている。エミリアナ・トリーニは、ピーター・ジャクソン監督の映画『ロード・オブ・ザ・リング/二つの塔』のサウンドトラックに曲を提供した。

## ディスコグラフィ

### スタジオ・アルバム
- Gus Gus (1995年)
- 『ポリディストーション』 - Polydistortion (1997年)
- 『ディス・イズ・ノーマル』 - This Is Normal (1999年)
- Gus Gus vs. T-World (2000年)
- Attention (2002年)
- 『FOREVER』 - Forever (2007年)
- 『24/7』 - 24/7 (2009年)
- 『アラビアン・ホース』 - Arabian Horse (2011年)
- 『メキシコ』 - Mexico (2014年)
- Lies Are More Flexible (2018年)
- Mobile Home (2021年)

### ライブ・アルバム
- Mixed Live at Sirkus, Reykjavik (2003年)

### コンピレーション・アルバム
- 15 ára (2010年)